# Bibractella sugonjaevi
Bibractella sugonjaevi är en insektsart som beskrevs av Sergey Storozhenko 2002. Bibractella sugonjaevi ingår i släktet Bibractella och familjen gräshoppor. Inga underarter finns listade i Catalogue of Life.